# Piensa en mí
Piensa en mí è un brano musicale del 1935 scritto da Agustín Lara e da Abe Tuvim. Il brano fa parte della colonna sonora  del film messicano Revancha (Revenge) diretto da Alberto Gout del 1948.

## Cover
- Luz Casal canta il brano nella colonna sonora del film Tacchi a spillo di Pedro Almodóvar.
- I Pink Martini lo eseguono nell'album Splendor in the Grass (2009).
- Il tenore italo-francese Roberto Alagna lo canta nell'album Pasiòn del 2011.
- Dimartino lo canta nell'album Un mondo raro del 2017